# Revolución de Agua Prieta
La Revolución de Agua Prieta fue un levantamiento militar que tuvo lugar en México el 23 de abril de 1920, liderado por Adolfo de la Huerta, Álvaro Obregón y Plutarco Elías Calles contra el presidente Venustiano Carranza.
El derrocamiento de Carranza es considerado el último golpe de Estado en la historia de México. Aunque el evento también tuvo elementos de revolución.

## Antecedentes

### Elecciones de 1920
Este movimiento se originó porque Carranza le negó la candidatura presidencial a Álvaro Obregón, optando en su lugar por Ignacio Bonillas, quien había sido embajador de México en Estados Unidos. Carranza tomó esta decisión con el propósito de evitar una nueva sublevación entre los entonces candidatos Obregón y Pablo González Garza. A medida que la popularidad de Obregón seguía creciendo, el último recurso de los carrancistas fue tratar de inhabilitarlo a través de acciones legales. Obregón fue acusado de estar vinculado con un intento de sublevación militar liderado por el general Roberto Cejudo. Ante la inminente detención, Obregón huyó de la capital hacia el estado de Guerrero y se levantó en armas el 13 de abril.

### Presiones sobre Adolfo de la Huerta
Adolfo de la Huerta, Gobernador de Sonora, al mostrar su apoyo a la candidatura de Álvaro Obregón, se convirtió en blanco de presiones por parte del gobierno carrancista. Entre las tácticas utilizadas se encuentran:
- El 11 de junio de 1919, Carranza decretó que el Río Sonora era propiedad de la federación.[10]
- Desconocimiento del gobierno federal de los acuerdos de paz alcanzados por De la Huerta y el pueblo yaqui, lo que generó descontento social en contra del gobernador.[11][12]
- El gobierno federal amenazó con la intervención de las tropas federales en Sonora debido a una protesta antichina que las autoridades estatales no pudieron controlar.[13]
- Se emitió una orden de aprehensión contra el gobernador y, ante la negativa del general Juan Torres de arrestarlo, Carranza ordenó el movimiento de tropas desde Chihuahua y Sinaloa hacia Sonora. A pesar de las peticiones de De la Huerta para que se retiraran, ocho mil soldados federales se movilizaron.[14]
- Otras medidas incluyeron la transferencia de los fondos de las aduanas fronterizas a bancos en Arizona, la suspensión de pagos a los soldados federales en Sonora, la entrega insuficiente de estampillas para impuesto del timbre y la exportación de ganado.

### Adhesión de Plutarco Elías Calles
A petición del gobernador sonorense, el general Manuel M. Diéguez se reunió con Plutarco Elías Calles en Hermosillo para buscar un acuerdo. Sin embargo, en cuanto Diéguez se alejó lo suficiente de la frontera del estado de Sonora, envió telegramas a soldados, oficiales, funcionarios y políticos sonorenses con el siguiente mensaje: "Regresaré con veinte mil hombres, por lo que elijan su bando antes de que sea demasiado tarde."

## Proclamación del Plan de Agua Prieta

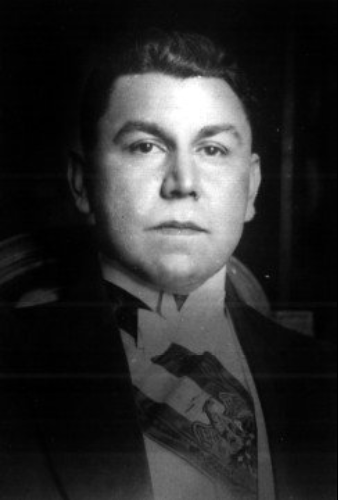
Adolfo de la Huerta, Presidente de México en 1920

El 23 de abril de 1920, Plutarco Elías Calles y Adolfo de la Huerta, emitieron el Plan de Agua Prieta. Esta proclamación tuvo un amplio respaldo y contó con el apoyo de distintos generales, entre ellos Fausto Topete, Pascual Ortiz Rubio, Abelardo L. Rodríguez, José Gonzalo Escobar, Heliodoro Charis, Salvador Alvarado Rubio, Jacinto B. Treviño, Manuel Peláez, Gildardo Magaña Cerda, Rodolfo Herrero, Macario Gaxiola, Enrique Estrada y Benjamín Hill. El 30 de abril, Álvaro Obregón se unió al movimiento y emitió el siguiente manifiesto:

"Siguiendo la vieja costumbre de servir a mi patria cuando sus instituciones están en peligro, me convierto nuevamente en soldado. Al frente del Gran Partido Liberal [...], me pongo a las órdenes del gobernador constitucional del estado libre y soberano de Sonora para apoyar su decisión y cooperar con él hasta que se derroquen las altas autoridades".

El Plan de Agua Prieta constó de cuatro considerandos y diecisiete artículos o postulados; a continuación se mencionan cinco de ellos que resumen claramente las intenciones del movimiento:
- Art. I. Cesa en el ejercicio del poder ejecutivo de la Federación el C. Venustiano Carranza.
- Art. VI. Se reconoce expresamente como Ley Fundamental de la República a la Constitución Política del 5 de febrero de 1917.
- Art. VII. Todos los generales, jefes, oficiales y soldados que secunden este Plan constituirán el Ejército Liberal Constitucionalista. El actual gobernador constitucional de Sonora, C. Adolfo de la Huerta, tendrá interinamente el carácter de Jefe Supremo del Ejército con todas las facultades necesarias para la organización política y administrativa de este movimiento.
- Art. X. Tan luego como el presente plan sea adoptado por la mayoría de la nación y ocupada la Ciudad de México por el Ejército Liberal Constitucionalista, se procederá a nombrar un Presidente Provisional de la República, en la forma prevista en los artículos siguientes.
- Art. XIII. El Presidente Provisional convocará a elecciones de poderes ejecutivo y legislativo de la Federación inmediatamente que tome posesión de su cargo.[18][19]

### Respuesta de Carranza

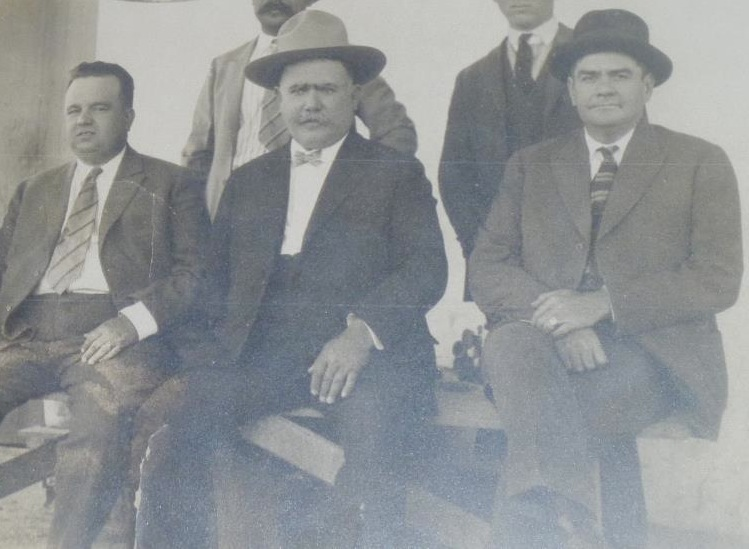
Álvaro Obregón y Plutarco Elías Calles tiempo después de la Batalla de Agua Prieta.

Carranza acusó a Obregón de conspirar para tomar el poder por la fuerza, de forjar alianzas con rebeldes y de liderar un amplio movimiento militar en su contra. Según Carranza, la rebelión en Sonora fue impulsiva y carecía de justificación, ya que se basaba en el pretexto de una supuesta imposición dos meses antes de las elecciones. Además, consideraba que la huida de Obregón el 13 de abril fue una señal preacordada para que otros levantamientos militares comenzaran a estallarán. En su declaración, Carranza también afirmó que no entregaría el poder ni a Obregón ni a González, y que seguiría ejerciendo la presidencia hasta que la rebelión de los generales fuera sofocada y se nombrara a su sucesor de manera legal.

## Revuelta
Primero se levantaron los líderes de Sinaloa, entre ellos Macario Gaxiola, Manuel Celis y Francisco Urbalejo. En Michoacán, el gobernador Pascual Ortiz Rubio y el general Enrique Ramírez encabezaron un contingente de campesinos. En la Región Huasteca, el general Arnulfo R. Gómez lideró a 2,500 hombres. El general rebelde Manuel Peláez Gorrochotegui se adhirió al movimiento. Posteriormente, el general Porfirio G. González tomó el control de la zona entre Tamaulipas y Nuevo León. El coronel Gallegos lideró una revuelta en Linares y batió al general Rosalío Gutiérrez, mientras que los gobernadores de Tabasco, Zacatecas y San Luis Potosí se alinearon con el plan. La rebelión se fue expandiendo gradualmente por todo el país, Francisco Cossio Robelo en Morelos, Fortunato Maycotte en Guerrero, Rafael Garza en Jalisco, en Chihuahua Eugenio Martínez, Joaquín Amaro, Ignacio C. Enríquez y José Amarillas, los serranos al mando del coronel Pineda desconocieron al gobierno de Oaxaca, tropas del pueblo yaqui al mando del general Francisco Urbalejo desconocieron al gobierno en Casas Grandes, mientras Carlos A. Vidal secundó el plan en Chiapas y el general Páz Faz Riza hizo lo mismo en el istmo de Tehuantepec.
El 30 de abril, los generales Pablo González Garza, Jacinto B. Treviño, Arteaga y Zepeda conformaron el Ejército Liberal Revolucionario. A pesar de que su líder, Pablo González, no se alineó con el Plan de Agua Prieta, desconocieron a Carranza y movilizaron sus tropas hacia Texcoco para amagar la Ciudad de México. Manuel W. González también amenazó Chilpancingo de los Bravo y Sindronio Pérez a Puebla de Zaragoza. En tan solo 15 días, la mayoría de los generales habían desconocido al gobierno federal.

### Asesinato de Venustiano Carranza
El 7 de mayo por la mañana, Carranza abandonó en el tren dorado la Ciudad de México, acompañado de sus aún leales generales Francisco Murguía, Manuel M. Diéguez, Cándido Aguilar, y Francisco L. Urquizo, Secretario de Guerra y Marina con rumbo a Veracruz. Al mediodía, rebeldes del Ejército Liberal Revolucionario liderados por Jacinto B. Treviño ocuparon la ciudad. El 9 de mayo, Álvaro Obregón entró en la ciudad. El 11 de mayo se libraron combates en las estaciones de San Marcos, Rinconada y Aljibes en Puebla, donde el general Agustín Millán Vivero perdió la vida. Además, Carranza se enteró de que el comandante de Veracruz, el general Guadalupe Sánchez, también se había unido a los rebeldes, lo que los obligó a cambiar de planes. Optaron por refugiarse en el norte, donde Carranza podría reunir una fuerza leal a él. Sin embargo, antes de que pudiera partir, fue asesinado en Tlaxcalantongo, en la Sierra Norte de Puebla, el 21 de mayo por las tropas del general Rodolfo Herrero. Como resultado, los antiguos partidarios de Carranza se rindieron para evitar represalias.

### Adhesión de los convencionistas

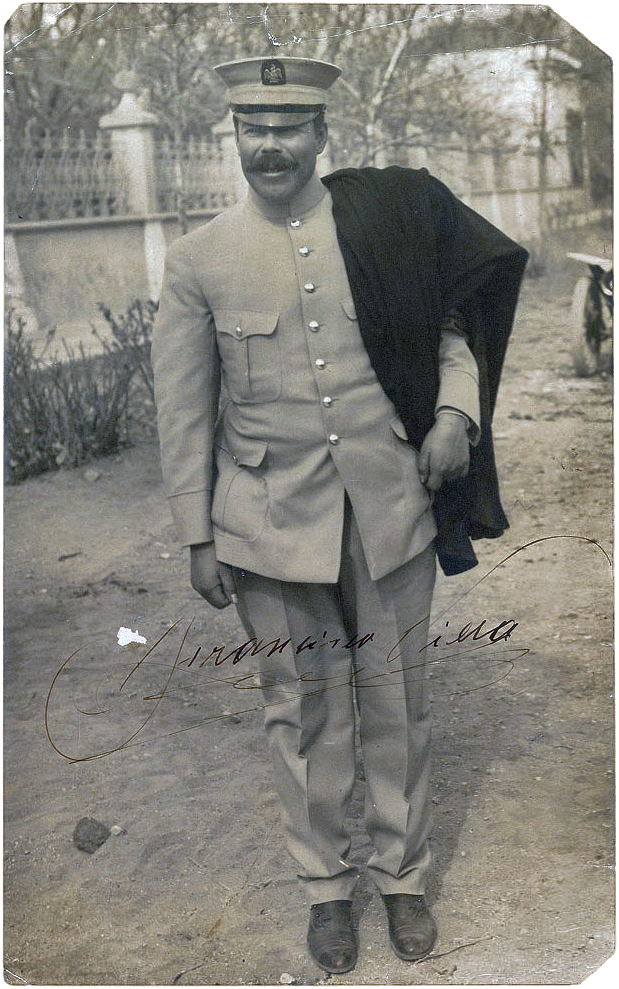
Francisco Villa con uniforme militar.

Obregón pactó una alianza con los líderes del reducido Ejército Libertador del Sur, Gildardo Magaña Cerda y Genovevo de la O, debido a los rencores ocasionados por el asesinato de su líder encargado por Carranza. Con el triunfo de la revolución, el Ejército Libertador del Sur se incorporó al Ejército Mexicano a través de dos divisiones: la Primera y la Segunda División del Sur.
La revuelta contó con la aprobación de Pancho Villa, quien, al ver a su archienemigo eliminado, ahora se sentía libre para tratar con el nuevo gobierno. El 22 de julio envió un telegrama al presidente de la Huerta, reconociendo su presidencia y pidiendo una amnistía.

## Consecuencias

### Proceso contra Rodolfo Herrero
Rodolfo Herrero fue enviado a la Ciudad de México, en donde se le siguió proceso en la Secretaría de Guerra. El general Obregón lo denunció por asesinato y traición. En la capital, Herrero fue interrogado detenidamente pero no retenido. Finalmente solo pasaría una semana en la prisión militar de Santiago Tlatelolco.

### Nombramiento de Adolfo de la Huerta como Presidente Interino
El 24 de mayo de 1920, Adolfo de la Huerta, en su calidad de jefe del Ejército Liberal Constitucionalista, emitió un decreto en Hermosillo. En este decreto, se dio el siguiente paso en la transición presidencial. Se estableció que el Congreso, en el periodo de sesiones extraordinarias al que había sido convocado, se ocuparía exclusivamente de designar al presidente provisional de la República. Ese mismo día, en la Ciudad de México, las cámaras de Diputados y Senadores se reunieron para nombrar a un presidente interino que asumiera el poder ejecutivo desde el 1 de junio hasta el 1 de diciembre de 1920. Adolfo de la Huerta resultó favorecido en la votación, obteniendo 224 votos, en comparación con los 29 votos de Pablo González Garza, uno para Fernando Iglesias Calderón y uno para Antonio I. Villarreal. Tras un largo viaje en barco y tren desde Hermosillo, De la Huerta asumió su cargo, marcando así el fin del periodo carrancista y el inicio de la supremacía del triunvirato sonorense.Las posteriores elecciones presidenciales se efectuaron el día 5 de septiembre, en ellas resultó triunfante Álvaro Obregón.

### Levantamientos posteriores
Poco después, en Monterrey, fue detenido el general Pablo González Garza bajo cargos de organizar una rebelión y sometido a consejo de guerra en esa ciudad. Aunque inicialmente fue condenado a muerte, la ejecución fue suspendida, permitiendo que el general saliera del país rumbo a los Estados Unidos.
El 30 de junio, el antiguo jefe de la zona militar de Nuevo León, el carrancista Carlos Osuna de León, atacó con 300 hombres en Santa Engracia al general Arnulfo R. Gómez, jefe de la zona militar del estado de Tamaulipas. A pesar de encontrarse desprevenido, Gómez logró repeler la agresión de Osuna y expulsarlo del lugar.
El 2 de julio el gonzalista Jesús Guajardo se levantó en armas en Torreón, pero fue derrotado por el general Eugenio Martínez. Posteriormente, Guajardo se refugió en Monterrey, donde fue aprehendido y fusilado el 17 de julio.
Tras evadir su aprehensión, el general Francisco Murguía escapó de la cárcel e ingresó al país en 1922 con la intención de derrocar a Álvaro Obregón. Sin embargo, el grupo de constitucionalistas a quienes había convocado para unirse a la rebelión no respondió, y su intento resultó en un fracaso. Fue capturado en Municipio de Tepehuanes, Durango, y un consejo de guerra lo condenó a muerte. Murguía fue fusilado el 1 de noviembre del mismo año.